# Anna Kallina
Pour les articles homonymes, voir Kallina.
Anna Kallina (née le 31 mars 1874 à Vienne, Autriche-Hongrie, et morte dans cette même ville le 4 janvier 1948) fut une actrice autrichienne de théâtre et de cinéma.

## Filmographie partielle
- 1919 : Adrian Vanderstraaten de Robert Land
- 1933 : La Vie tendre et pathétique de Willi Forst
- 1936 : Quand l'alouette chante (Wo die lerche singt) de Carl Lamac

## Sources de la traduction
- (de) Cet article est partiellement ou en totalité issu de l’article de Wikipédia en allemand intitulé « Anna Kallina » (voir la liste des auteurs).